# Rue du Bord-de-l'Eau
La rue du Bord-de-l'Eau est une rue de Longueuil sur la Rive-Sud de Montréal.

## Situation et accès
La rue du Bord-de-l'Eau débute comme continuité de la rue Joliette un peu au nord de la rue Saint-Charles et longe l'autoroute 20 / route 132 sur toute sa longueur pour se terminer sur la rue Saint-Charles à la hauteur du boulevard Roland-Therrien.

## Origine du nom
La rue du Bord-de-l'Eau a été nommée du fait qu'elle était située sur les berges du fleuve Saint-Laurent avant la construction dans les années 1960 de l'ancienne route 3 (l'actuelle autoroute 20 / route 132). 

## Historique
La rue du Bord-de-l'Eau se rendait jusqu'aux limites de Boucherville jusqu'en 1950, lorsque les villes de Longueuil et de Jacques-Cartier en ont changé le nom sur toute la longueur pour honorer le frère Marie-Victorin, d'où le boulevard Marie-Victorin. En 1973, l'artère a récupéré son nom d'origine à l'ouest du boulevard Roland-Therrien.

## Source
- Société Historique et Culturelle du Marigot

|  |